# Charles François Chevalier
Ne doit pas être confondu avec Charles Chevalier.
Pour les articles homonymes, voir Chevalier.
Charles François Chevalier est un homme politique français né le 17 mai 1844 à Coutances (Manche) et décédé le 7 mai 1916 à Coutances.

## Biographie
Avocat à Coutances, bâtonnier, il est conseiller d'arrondissement de 1871 à 1878 et adjoint au maire de Coutances. Il est député de la Manche de 1885 à 1889, siégeant à droite avec le groupe bonapartiste.

## Sources
- « Charles François Chevalier », dans Adolphe Robert et Gaston Cougny, Dictionnaire des parlementaires français, Edgar Bourloton, 1889-1891 [détail de l’édition]
- « Charles François Chevalier », dans le Dictionnaire des parlementaires français (1889-1940), sous la direction de Jean Jolly, PUF, 1960 [détail de l’édition]